# Claudio Muñoz (Fußballspieler, 1984)
Claudio Andrès Muñoz Camilo (* 2. Dezember 1984 in Quinta Normal) ist ein ehemaliger chilenischer Fußballspieler. Der Innenverteidiger bestritt zwei Länderspiele für Chile und wurde zwei Mal chilenischer Meister.

## Karriere

### Verein
Claudio Muñoz kam 2004 aus der Jugend zur Profimannschaft bei Universidad Catolica unter Trainer Jorge Pellicer. Nach Stationen bei UA Maracaibo in Venezuela, wo Pellicer 2007 und 2008 Trainer war, Provincial Osorno, Universidad de Concepción und Unión La Calera kam der Defensivakteur 2012 zum CD Huachipato. In der Clausura 2012 gewann Huachipato seine zweite Meisterschaft nach 1974 in der Klubhistorie. In der Copa Libertadores 2013 schied Huachipato nur aufgrund des schlechteren Torverhältnisses in der Gruppenphase aus. Er spielte noch bis Mitte 2016 beim Verein aus Talcahuano und wechselte dann zu Deportes Antofagasta. Nach einem Jahr unterschrieb Muñoz bei San Marcos und ließ dann seine Karriere bei Tulsa Roughnecks in den USA ausklingen. Nach seinem Karriereende 2018 blieb Muñoz in Tulsa und arbeitet dort nach seinem erfolgreichen Trainerstudium beim West Side Alliance Soccer Club.

### Nationalmannschaft
Muñoz bestritt im April 2006 und Mai 2007 zwei Freundschaftsspiele für die Nationalmannschaft. Er spielte die beiden Spiele gegen Neuseeland und Kuba über die volle Spielzeit.

## Erfolge
Universidad Católica
- Chilenischer Meister: 2005-C

Universidad de Concepción
- Chilenischer Pokalsieger: 2008/09

Huachipato
- Chilenischer Meister: 2012-C